# Mermoz (metropolitana di Tolosa)
Mermoz è una stazione della metropolitana di Tolosa, inaugurata il 26 giugno 1993. È dotata di una banchina a otto porte e perciò può accogliere treni composti da due vetture.

## Architettura
L'opera d'arte che si trova nella stazione, è un affresco realizzato da Jean-Paul Chambas.

## Servizi
La stazione dispone di:
- Biglietteria automatica
- Scale mobili